# ゲオルク・ビューラー
ヨハン・ゲオルク・ビューラー（Johann Georg Bühler、1837年7月19日 - 1898年4月8日）は、ドイツのインド学者。インドの写本や碑文の収集・研究で知られる。

## 経歴
ビューラーはディープホルツ郡ボルステルで生まれた。ゲッティンゲン大学で古典と東洋学を学び、ギリシア語の文法の論文で1858年に博士の学位を取得した。その後パリとロンドンで1862年までサンスクリットの古写本を調査した。
フリードリヒ・マックス・ミュラーの推薦によって1863年からインドにわたり、ボンベイ（ムンバイ）のエルフィンストーン・カレッジの東洋語教授に就任した。ビューラーは教育につとめるとともに、各地で図書を調査し、写本を購入した。1871年から写本の目録を公刊した（4冊）。
1878年から翌年にかけて長期の休暇をヨーロッパで過ごし、この間に結婚した。1879年にインドに戻ったが、健康を害したために翌1880年にインドでの仕事を辞任した。
ウィーン大学に招聘されて1881年にインド文献学・考古学教授に就任した。ビューラーはそこで東洋研究センターを創立し、『ウィーン東洋学報』(Wiener Zeitschrift für die Kunde des Morgenlandes、略称 WZKM)を創刊した。1895年には『インド・アーリア文献学・考古学概要』(Grundriß der Indo-arischen Philologie und Altertumskunde)シリーズを創始し、その監修を行った。
1898年にボーデン湖で溺死した。

## 主な著書
ビューラーはレイモンド・ウェスト(英語版)と共著でヒンドゥー法の翻訳を行った。
- A Digest of Hindu Law (2nd ed.). Bombay: Education Society's Press. (1878) [1867-1869]

ミュラーの『東方聖典叢書』のためにダルマ・スートラとマヌの法典を英語に翻訳した。
- The Sacred Laws of the Âryas. Part I. Oxford: Clarendon Press. (1879)
- The Sacred Laws of the Âryas. Part II. Oxford: Clarendon Press. (1882)
- The Laws of Manu. Oxford: Clarendon Press. (1886)

『インド古文書学』は、それまでのインド古文字研究の集大成であり、『インド・アーリア文献学・考古学概要』シリーズに収録された。
- Indische Palaeographie von ca. 350 a. Chr. bis ca. 1350 p. Chr.. Strassburg: Karl J. Trübner. (1896)